# Playaz of Da Game
Juvenile – kompilacja amerykańskiego rapera Juvenile’a. Została wydana 26 września, 2000 roku.

## Lista utworów
1. "Jivin'"
2. "Little Sumptin Sumptin" (feat. DJ Jimi)
3. "Bounce for the Juvenile"
4. "Yeah Fuckin' Right" (feat. DJ Jimi)
5. "Krooked Kops" (DJ Jimi solo)
6. "Got It Going On" (feat. DJ Jimi)
7. "New Orleans Bounce" (feat. DJ Jimi)
8. "Hoz Ain't Nuthin' But Hoz" (feat. DJ Jimi)
9. "Where They At" (DJ Jimi solo)
10. "Fuckin' Right" (feat. DJ Jimi)
11. "Nigga Rigged" (DJ Jimi solo)
12. "Where They At" (Remix) (DJ Jimi solo)